# Puya exigua
Espèce
Classification phylogénétique
Statut de conservation UICN

 EN  : En danger
Puya exigua est une espèce de plante de la famille des Bromeliaceae, endémique d'Équateur.